# Lizard (Film)
Lizard, auch Lizard – Die totale Mutation (Originaltitel: Metamorphosis bzw. DNA formula letale) ist ein italienisch-amerikanischer Horrorfilm um einen Wissenschaftler, der das menschliche Altern zu stoppen versucht, letztlich aber nur den eigenen Untergang besiegelt. Regie führte George Eastman (Pseudonym, auch G. L. Eastman). Die Inszenierung mit Laura Gemser in einer Nebenrolle ist nach 2020 – Texas Gladiators Eastmans zweite und zugleich letzte Regiearbeit.
Der Film erschien erstmals am 25. April 1990 in den Vereinigten Staaten; in Italien am 7. August 1990; in Deutschland wurde er am 17. April 1991 auf Video erstveröffentlicht; die deutsche Fernsehpremiere war am 25. April 1992 unter dem Titel Lizard – Die totale Mutation.

## Handlung
Der aufstrebende Wissenschaftler Dr. Peter Houseman arbeitet an der Entschlüsselung der menschlichen DNS mit dem Ziel, das Altern der menschlichen Zellen aufzuhalten. Die Universität von Virginia gewährt dem exzentrischen und aufsässigen Genforscher dabei freie Hand, obgleich er keinerlei Ergebnisse veröffentlicht. Das junge Genie ist vielmehr um stetige Geheimhaltung bemüht. Dies ändert sich, als ihm eine Kommission, der auch die aus New York angereiste Sally Donnelly angehört, die Finanzierung weiterer Studien verweigert.
Aus Angst, seinen Forschungsauftrag zu verlieren, bemüht sich Dr. Houseman Beweise für seine revolutionäre Theorie zu erbringen, die er mit teils verbotenen Genexperimenten erzielt. Als seinem bisherigen Assistenten die Führung des Projektes übertragen werden soll, wagt der in die Kritik geratene Genforscher einen Selbstversuch und injiziert sich kurzentschlossen ein synthetisches Serum – mit fatalen Folgen. Anfälle unbändiger Aggressivität mit Amnesien schließen sich an, was unweigerlich zu Schwierigkeiten führt.
Irgendwann wird Dr. Houseman stationär in einem Krankenhaus aufgenommen. Der schnell alternde, degenerierende Körper des Wissenschaftlers stellt die Ärzteschaft vor Rätsel. Der Genforscher befindet sich bereits in einem fortgeschrittenen Stadium der Metamorphose. Willy, Dr. Housemans langjähriger Freund und Assistent, diagnostiziert folgerichtig, dass der Betroffene an einer rückläufigen Evolution leide, der Körper sich alsbald in ein prähistorisches Reptil zurückverwandele.
Wenig später flieht Dr. Houseman – sein äußeres Erscheinungsbild gleicht dem eines Monstrums – aus der Klinik. Sein Ziel ist das Forschungslabor der Universität. Zuvor sucht er allerdings noch die alleinerziehende Sally auf, mit der er zeitlich versetzt eine Liebesbeziehung einging. Mit einer Probe des Serums, das sich im Besitz der Großstädterin befand, erreicht die reptilienartige Kreatur die wissenschaftliche Einrichtung – mit Sallys kleinem Sohn Tommy als blindem Passagier. Auf dem Universitätsgelände eskaliert die Situation. Schüsse fallen. Der über regenerierende Zellen verfügende Dr. Houseman wird von alarmierten Polizeikräften getroffen, bleibt aber unverletzt. Zum Entsetzen der Anwesenden – der besorgten Kindsmutter nebst Tommy, deren Freund Dr. Lester und staunenden Polizeieinheiten – verschwindet der Getroffene spurlos. Tommy, der im offenen Ende des Films mit seiner Mutter den US-Bundesstaat verlässt, entdeckt am Schauplatz des Schreckens eine kleine Echse, derer er sich annimmt.

## Rezeption
Das Lexikon des internationalen Films vergleicht den Horrorfilm mit David Cronenbergs Die Fliege und stellt fest, dass Lizard „weitgehend auf eklige Schockeffekte“ verzichte, ohne die „Spannung und Konsequenz seines Vorbildes“ zu erreichen.